# Adenoncos
Genre
Classification phylogénétique
Adenoncos est un genre de plantes à fleurs de la famille des Orchidaceae, de la sous-famille des Epidendroideae, comptant environ 20 espèces d'orchidées endémique de la Malaisie jusqu'en Nouvelle-Guinée.

## Liste d'espèces
- Adenoncos adenoncoides
- Adenoncos borneensis
- Adenoncos buruensis
- Adenoncos celebica
- Adenoncos elongata
- Adenoncos macranthus
- Adenoncos major
- Adenoncos nasonioides
- Adenoncos papuana
- Adenoncos parviflora
- Adenoncos quadrangularis
- Adenoncos saccata
- Adenoncos suborbicularis
- Adenoncos sumatrana
- Adenoncos triangularis
- Adenoncos triloba
- Adenoncos uniflora
- Adenoncos vesiculosa
- Adenoncos virens
- Adenoncos vivax